# هيريرا أوريا - آفتر ذا كاردينال (محطة مترو أنفاق مدريد)
هيريرا أوريا، آفتر ذا كاردينال (بالإسبانية: Herrera Oria، after the cardinal)‏ هي محطة مترو أنفاق في مدريد في إسبانيا، تقع على الخط رقم 9.